# Julia Jakob
Julia Jakob, geb. Julia Gross (* 15. April 1991 in Richterswil) ist eine ehemalige Schweizer Orientierungsläuferin.
Sie gewann eine Bronzemedaille im Sprint an den Orientierungslauf-Europameisterschaften 2014 in Palmela und eine weitere Bronzemedaille in der Langdistanz an den Orientierungslauf-Europameisterschaften 2018 im Tessin.
In der Staffel gewann sie eine Goldmedaille an den Orientierungslauf-Weltmeisterschaften 2018 in Lettland zusammen mit Elena Roos und Judith Wyder und eine Silbermedaille an den Orientierungslauf-Weltmeisterschaften 2019 in Østfold zusammen mit Sabine Hauswirth und Simona Aebersold.
Ebenfalls in der Staffel gewann sie eine Goldmedaille an den Orientierungslauf-Europameisterschaften 2014 in Palmela zusammen mit Sabine Hauswirth und Judith Wyder und eine weitere Goldmedaille an den Orientierungslauf-Europameisterschaften 2018 im Tessin zusammen mit Elena Roos und Judith Wyder.